# BA-64
La BA-64 è un'autoblindo (piccolo veicolo blindato) ricognitrice (scout car) con trazione integrale. È stata utilizzata da parte dell'esercito sovietico dal 1942 fino al 1960. Sono stati costruiti 9110 veicoli di questo tipo; l'esercito ha ricevuto 8174 BA-64 (tra cui 3390 equipaggiati di radio), gli altri veicoli blindati sono stati consegnati al NKVD ed alle unità alleate per l'URSS.

## Storia

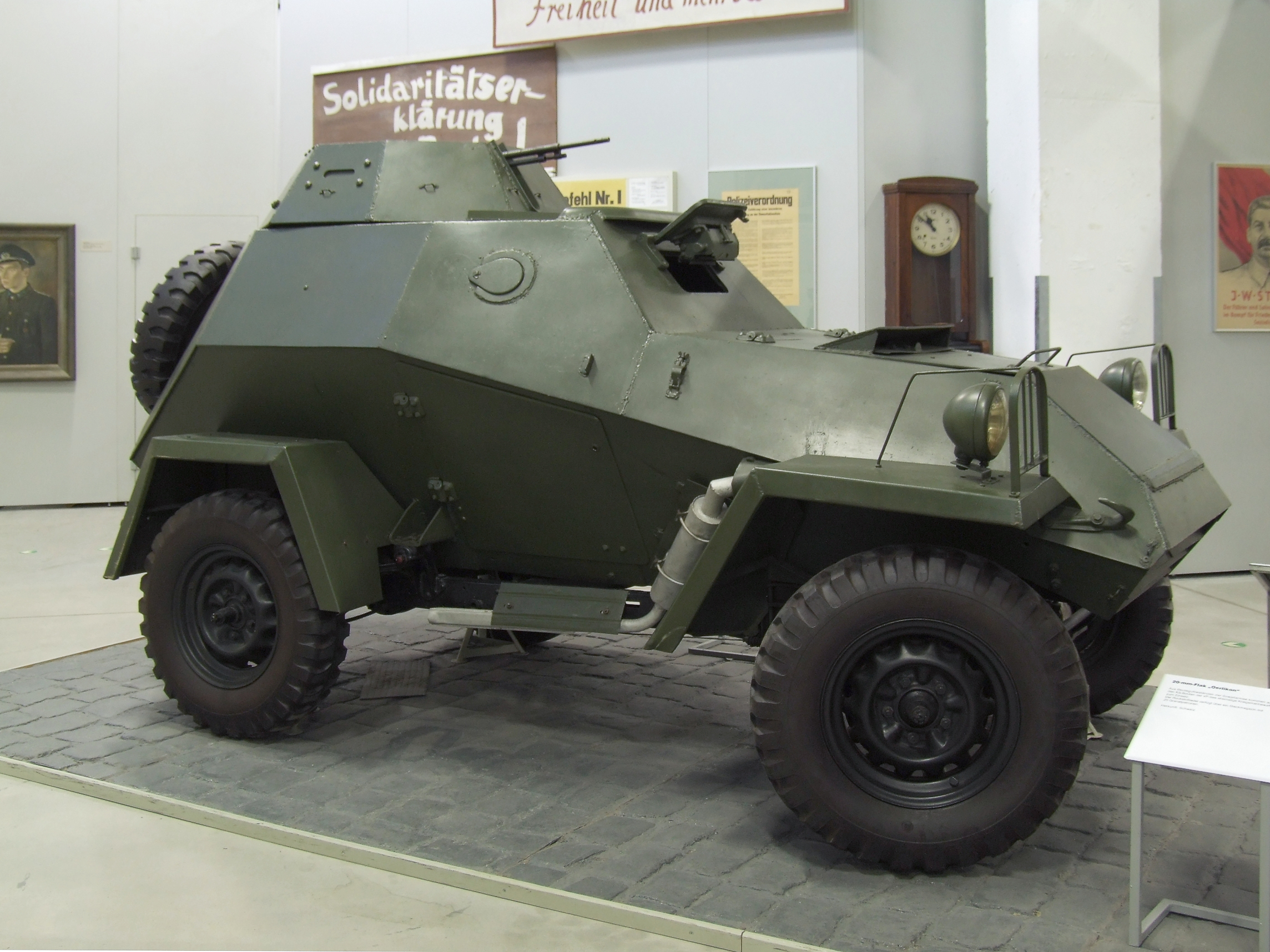
BA-64B al museo di Dresda, Germania

All'inizio della Seconda guerra mondiale, si decise la produzione di veicoli blindati leggeri per l'Unione Sovietica e il primo fu BA-20. Costruita a metà del 1930 sulla base del GAZ-M-1, la BA-20 nel 1941 era divenuta obsoleta: il telaio delle ruote posteriori non forniva stabilità sufficiente sul terreno (rispetto agli altri) e l'armatura proteggeva solo contro i proiettili leggeri: non soddisfaceva più i requisiti di sicurezza. Dal 1941, a causa della ridotta produzione di GAZ-M-1 ed il passaggio alla produzione di un nuovo sistema di trazione integrale (infatti la BA-20 aveva la trazione 4x2), si decise di impostare un veicolo blindato leggero sulla base degli ultimi motori GAZ-64 (da cui deriva il nome). Gli studi per la nuova generazione di veicoli blindati, che hanno utilizzato il telaio a trazione integrale ed il corpo con angoli di armatura razionali, erano già stati condotti nell'URSS anni prima della guerra, ma all'epoca non vennero sviluppati mai dei prototipi, poiché non ce n'era necessità.

Dopo l'approvazione della gestione, il 17 luglio 1941 l'ufficio di progettazione sotto la guida di Gračëv, iniziarono i lavori sul futuro della BA-64. L'elaborazione preliminare di costruzione di veicoli blindati fu effettuata Lependin. Inizialmente il progetto era destinato a limitare la produzione di una nuova armatura, telaio ed attrezzature utilizzando quelle della BA-20, ma ben presto divenne evidente che il livello di protezione dell'armatura era, anche inspessendola, del tutto insufficiente, di inadeguata forma e con la disposizione del serbatoio che non può essere ampliato senza una ponderazione significativa del design. Allora si decise di sviluppare un mezzo dalla concezione interamente nuova: la società si concentrò sui prototipi d'anteguerra, come LB-62. Quando si crea l'esperienza di lotta contro l'occupazione sovietica dei veicoli corazzati nel periodo iniziale della guerra, i progettisti studiarono anche un veicolo corazzato sottratto ai tedeschi, presumibilmente uno Sd.Kfz.221, come dimostrato nel poligono SRI BT in Kubinka. 

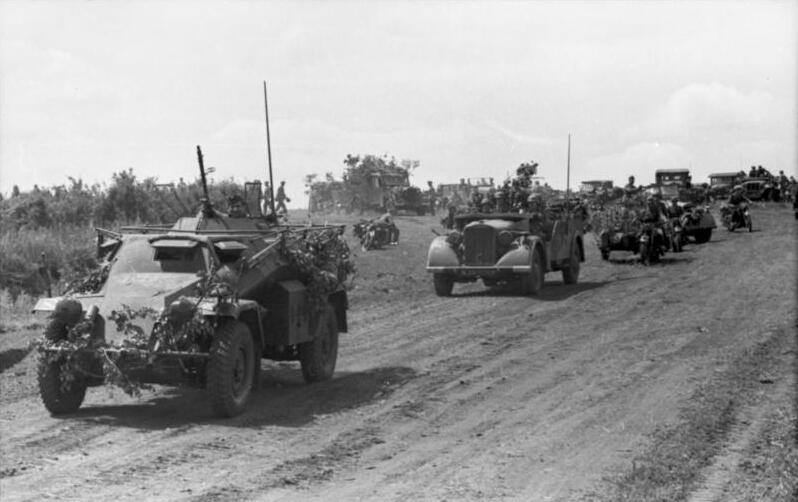
Veicolo tedesco: Sd.Kfz.221

Il 16 settembre ci fu la riunione che discusse il nuovo concetto veicolo corazzato, noto inizialmente come «64-B». A seguito della riunione è stato deciso di creare un carro blindato con un volume estremamente ridotto. Una novità è stata l'introduzione di una netta differenziazione delle armature. 
La struttura interna della nuova macchina blindata era più stretta rispetto alla precedente, per accogliere il serbatoio del carburante a poppa.
Per lo sviluppo dell'armatura, denominata GAZ-125, si sono impegnati gli specialisti Komarevskij e Samojlov; Soročkin e Nosov per il disegno del serbatoio; Maklakov per la progettazione della torretta; Astrov per supervisionare il lavoro. Il 13 e 15 ottobre furono finite la prima e la seconda versione strutturale della macchina. Nonostante la mancanza di esperienza nella maggior parte degli ingegneri, il lavoro progredì rapidamente. Il 24-27 novembre, fu montato il corpo corazzato.
A partire da dicembre i lavori per il prototipo definitivo iniziarono: il 9 gennaio 1942 (in gran parte completato) il prototipo funzionante Grachev fece la sua prima uscita, i test furono largamente positivi, ad eccezione di alcune carenze nella sospensione anteriore. Le prove in fabbrica continuarono più di un mese, con l'apparente debolezza (come succitato) della sospensione, laddove non riesce più volte a trovare una soluzione. IL 17 febbraio il carro blindato fu finalmente dimostrato al Commissario del Popolo per l'industria Tank Malyšev di Mosca.
Nel 21-23 febbraio, l'autoblindo venne utilizzato per la sperimentazione di armi a Sofrinskom, poligono di tiro di artiglieria. Dopo tutte le modifiche necessarie, la BA-64 divenne operativa il 14 marzo 1942. Una volta concluso il progetto, la BA-46 venne applicata anche per inseguire il nemico in ritirata, i servizi di gestione battaglia anti-sbarco aerea del nemico; oppure (per la sua leggerezza) si usò proprio in operazioni di volo. La vettura inoltre dovrebbe essere stata utilizzata per fornire la difesa antiaerea.
Nel 1942 Gračëv fu insignito del Premio Stalin di terzo grado, sia per lo sviluppo della Gaz-64 sia per la BA-64.

### Produzione seriale
La BA-64 fu messa in produzione seriale nel 1943. Subito dopo uscì anche il modello BA-64B: aveva semplicemente una carreggiata posteriore leggermente più larga, questo ha incrementato la stabilità laterale del veicolo rispetto alla versione originale. La produzione in serie del BA-64B continuò solo fino al 1946, compreso, perché presentava delle problematiche alle sospensioni posteriori.
La BA-64B si utilizzò anche in Corea del Nord, Cina Jugoslavia, Cecoslovacchia e Polonia. Dopo la Seconda Guerra Mondiale, parte delle BA-64B fu trasferito in Germania orientale, dove servirono con successo come veicoli blindati per la polizia. 
Il BA-64 venne infine superato e sostituito in servizio dal BTR-40.

### Varianti
- BA-64 - il modello originale del carro armato con una torretta rotante con una torretta del DDT sulla GAZ-64;
- BA-64B - la versione modernizzata del carro armato sul telaio di GAZ-67 e GAZ-67B;
- Bash-646 - versione del personale dei veicoli blindati con diverse opzioni di armatura;
- BA-64D - passa a 12,7 millimetri il calibro: viene usata la DSK (mitragliatrice pesante). A volte indicato come BA-BA-64K o 64DSK;
- BA-643 (a volte chiamato BA-64SH) - un mezzo sperimentale-track in motoslitta sulla base del BA-64.

## Descrizione del mezzo

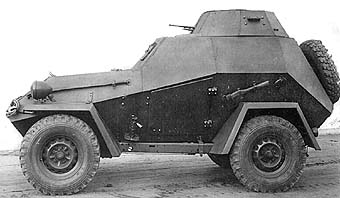
Una BA-64B: notare la torretta di forma ottagonale, anziché esagonale, e uno dei due spioncini supplementari su di essa

- Esternamente la BA-64 ha la corazza con diverse inclinazioni: serve per contrastare meglio l'urto dei proiettili; possiede una torretta girevole a 360° con su montata una mitragliatrice che garantisce la difesa del mezzo, sia il corpo del veicolo sia la torretta hanno una sezione esagonale (tranne che per la BA-64B che ha quest'ultima con pianta ottagonale); la griglia di aerazione per il radiatore è situata, insolitamente, nella parte basso-frontale del veicolo[4].
- La struttura interna ha l'inserimento del vano motore-trasmissione a prua della macchina e la gestione della torretta e vano combattere a poppa[2].
- L'equipaggio è composto da due uomini: il pilota ed il comandante, il quale serviva anche come mitragliere in torretta.

### Armamento
L'armamento principale della BA-64 è la mitragliatrice DT-29 da 7,62 mm; la velocità iniziale del suo proiettile è di 840 m/s, il ritmo di tiro è stato fissato a 600 colpi al minuto e permette di sparare da -36 a +54 gradi rispetto al piano orizzontale. Il peso della mitragliatrice è di 8,35 kg ed ha una gittata massima di 500 metri. Inoltre, l'arma può essere rimossa per l'uso al di fuori della vettura.
Per sparare a bersagli aerei, si usa un ring-montato con il volano oltre la cima della torre, il che gli permette di ruotare liberamente.

### Sistemi d'osservazione
L'osservazione del terreno da parte del conducente sulla BA-64 è garantita da un periscopio a specchio visionabile tramite un dispositivo triplex con vetro di protezione (osservando la prima foto si nota una lunga fessura) che prevede la visione d'insieme di un unico settore frontale. Il comandante della macchina è in grado di monitorare il campo sia attraverso la parte superiore aperta della torre, sia attraverso una feritoia sopra la mitragliatrice.
Nella BA-64B sono stati aggiunti due sportellini situati nelle piastre laterali superiori presso delle camere di ispezione con lembi di armatura (per il guidatore); inoltre il comandante aveva due spioncini supplementari ospitati nelle piastre laterali della torretta con alette di armatura[26].

### Sistemi di comunicazione
Quasi la metà delle BA-64 furono munite di radiotrasmittente. Nella BA-64 il modello di radio installato fu la RB-64-142200 o 12RP. Nella BA-64B fu montata la radio 12RP o 12RPB. La 12RPB differiva dalla prima perché aveva una piccola antenna esterna ed era equipaggiata con un auricolare al posto della cornetta telefonica: l'efficienza della comunicazione era più elevata. Entrambe le radio garantivano la portata di comunicazione per 15 km (da fermo) e 4 km circa (in movimento).

### Motore e trasmissione
Il motore e la trasmissione della BA-64 sono della GAZ-64, opportunamente modificati.
Caratteristiche motoristiche della vettura:
- benzina
- 4 cilindri disposti in linea;
- 4 tempi;
- a carburatore;
- raffreddato a liquido;
- 3280 cm³ di cilindrata;
- 36,8 kW a 2800 giri/min. (40 kW CV sulla BA-64B);
- capacità del serbatoio 90l.

La BA-64 è stata caratterizzata da cambiamenti nella progettazione del sistema motoristico che gli ha permesso di lavorare, se necessario, con benzina a basso numero di ottani ed olio di colza.
Il cambio è un 4+retromarcia, manuale. 
La trasmissione 4x4 di tutte le serie BA-64 è identico, tranne che per l'introduzione, nel febbraio 1943, del meccanismo di bloccaggio del cambio: ostacola l'inserimento simultaneo di prima marcia e retromarcia. Usa una frizione centrifuga automatica a secco.

### Gomme
Gli pneumatici generalmente utilizzati sono di tipo convenzionale tassellato da 16 pollici con camera d'aria. In alcuni tipi di operazione, sono state usate delle gomme corazzate antiproiettile, sono del tipo «GC» riempite di gomma piuma; esse però soffrivano di un grave problema: il grande peso, infatti la velocità massima raggiungibile con tali pneumatici è solo di 40 km/h.

#### Impianto sterzante
Il meccanismo di sterzo anteriore consisteva in una doppia barra, longitudinale e trasversale snodata, la quale terminava con un ingranaggio che interagiva direttamente sulla cremagliera della barra sterzante.

#### Impianto frenante
La BA-64 ha un impianto frenante idraulico separato: un circuito anteriore ed uno posteriore, inoltre ha un freno di stazionamento integrale via cavo. La vettura ha i freni a tamburo identici su tutte le ruote motrici.

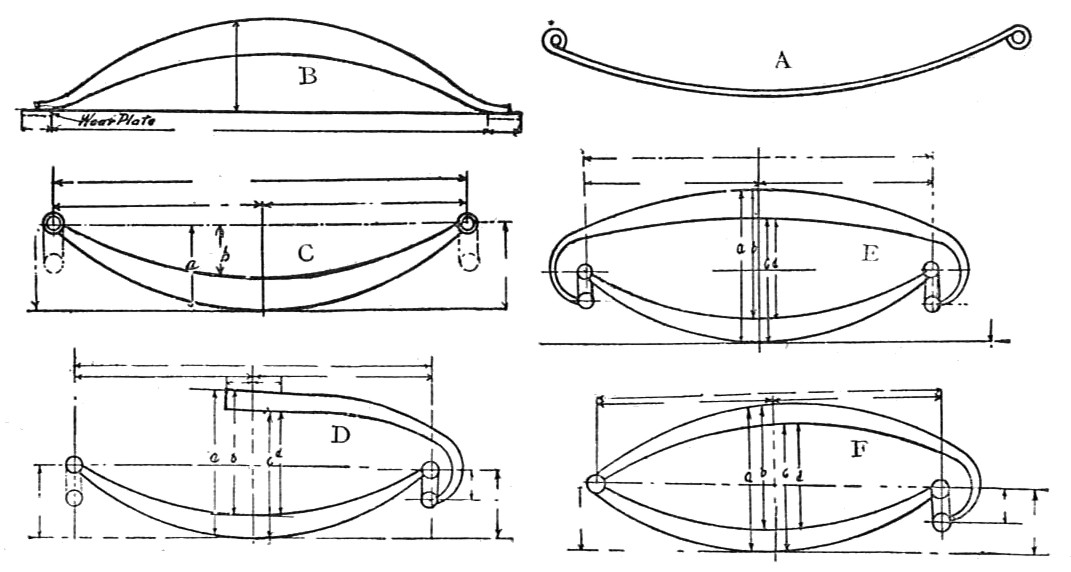
Vari tipi di balestre: il 2º modello a destra è quello usato posteriormente sulla BA-64, il suo opposto è quello usato anteriormente

#### Impianto sospensionistico
La BA-64 le sospensioni delle ruote anteriori sono costituite da due "balestre" con molle ed ammortizzatori idraulici ciascuna. Le sospensioni delle ruote posteriori consistono in due balestre ciascuna posizionate in modo tale da formare un'ellisse, due ammortizzatori idraulici a singola azione e di una barra stabilizzatrice.

## Impiego in Unione Sovietica
Le prime BA-64 cominciarono ad arrivare nell'esercito dell'Unione Sovietica nel maggio del 1942, in quell'estate presero parte alle ostilità le città di Brjansk e Voronež, che erano sul fronte sud-occidentale. I principali svantaggi della BA-64 nella battaglia furono la sua mancanza di potenza di fuoco, come pure la difficoltà di evacuazione da un incendio che poteva coinvolgere l'equipaggio, uccidendolo. Tuttavia era, agile, maneggevole e andava bene in incursioni di ricognizione, operazioni anfibie, e anche come accompagnamento e sostegno del fuoco di fanteria. La BA-64 era particolarmente efficace durante la presa di una città: grazie all'ampio angolo di elevazione dell'arma poteva sparare ai piani superiori degli edifici per la strada: in questo ruolo sono state ampiamente utilizzate in operazioni offensive nel periodo finale della guerra fino alla presa di Berlino.
La BA-64 è stata utilizzata anche per respingere gli attacchi da parte di aerei nemici durante l'avanzata. Mentre la probabilità di abbattere un aereo nemico col fuoco della mitragliatrice DT era molto piccolo, sul suo effetto protettivo non c'è alcun dubbio: il nemico veniva privato della libertà di manovrare a bassa quota, quindi l'uso della BA-64 ridusse gli attacchi da parte dei bombardieri tattici, contribuendo ad una significativa riduzione delle perdite tra le truppe.
Entro la fine della Grande Guerra Patriottica, le unità rimaste erano 3314, tra tutti i veicoli corazzati, e la stragrande maggioranza era formata da BA-64. Il servizio della BA-64 nell'esercito sovietico è stato relativamente breve. Esse sono state utilizzate in seguito principalmente come mezzo di addestramento al combattimento, almeno fino al 1953. A volte BA-64 sono state utilizzate anche per le comunicazioni operative, dopo l'installazione di una potente stazione radio, nel ruolo di posti di comando mobile.

### Impiego in altri paesi
Durante la guerra furono trasferite 81 BA-64 in Polonia, delle quali a tutto il 16 maggio 1945 ne rimanevano in servizio ancora 53. Dopo la guerra ha prestato servizio per almeno altri dieci anni in Cecoslovacchia, nell'Esercito, che ne ha ricevute una decina, ed in Cina.
La BA-64 fu usata anche durante la Guerra partigiana in Jugoslavia, sempre come veicolo da ricognizione.